# Estadio Sultán Bilimkhanov
El Estadio Sultán Bilimkhanov es un estadio de fútbol de Grozni, Chechenia. Actualmente es utilizado para partidos de fútbol y es la sede del FC Terek. El estadio tiene capacidad para 10 200 espectadores. Antes del inicio de la temporada 2008/09 de la Liga Premier de Rusia, la Unión de Fútbol de Rusia concedió al Terek el derecho a organizar partidos de Liga Premier en Grozny, en este estadio. Antes de que a partir de la década de 1990 a 2007 el club jugó sus partidos como local en la ciudad turística vecina de Piatigorsk, Krai de Stávropol.
El 14 de marzo de 2008, se vivió un partido histórico, tras 20 años sin jugar en su ciudad de origen (Grozni), el Terek se enfrentó al Krylia Sovetov, perdiendo el Terek 0-3.
- Datos: Q2455155